# Фуџивара клан
Фуџивара (Fujiwara) била је јапанска племићка породица која је наследним положајем првог министра владала Јапаном од 795. до 1186. године потиснувши цара у засенак. 
Оснивач клана је Накатоми Каматари (умро 669.) коме је цар подарио име Фуџивара по месту његовог порекла. У периоду Фуџивара, названом Хејан, бирократски Јапан разбијен је на мноштво територија са феудалним привилегијама (шоен). Упоредо се јавља ратнички сталеж самураја који се окупљају око већих феудалаца. Међу феудалцима се временом издижу породице Минамото и Таира. У борби за власт над Јапаном породица Минамото ће однети победу у одсудној бици код Дан-но-Уре 1185. године. То је значило пад куће Фуџивара. Њена владавина бележи и први процват јапанске културе на кинеској основи.